# 南十字航路
南十字航路（みなみじゅうじこうろ、英語: Southern Cross Route）は、オセアニアから西半球経由でヨーロッパへと向かう航空路のこと。東半球を経由する場合はカンガルー航路と呼ばれ、こちらの方が距離がやや短いことや、第三国間輸送に力を入れるアジアの航空会社が多いことから便数はカンガルー航路の方が豊富である。カンガルー航路はカンタス航空が、南十字航路は英連邦太平洋航空がそれぞれ開拓した。両愛称とも航空会社が運航開始を機に勝手に名付けたものなので、特に公式の定義はない。ことに南十字航路に関してはヨーロッパまでの航路を以ってそう呼んでいた訳ではなく、カンタス、英連邦太平洋航空両社ともオーストラリアからバンクーバーまで路線を開設した時点で南十字航路の呼称を使い始めている。実際にヨーロッパまで航路を延長するのは更に下って1958年のことである。
1959年2月付けの公式航空便覧(OAG)によると、カンタスはメルボルンからロンドン（ヒースロー）までをサンフランシスコ経由で65時間かけて結んでいた。使用機材はロッキード1049Gで週3便の運行であった。以降1967年に英国海外航空が乗り入れるまで、カンタス以外に北米経由でオセアニアとヨーロッパを結ぶ航空会社はなかった。
現在、途中乗換えを伴わずに南十字航路を運航するのはニュージーランド航空、エア・タヒチ・ヌイ、エール・フランスの三社である。ニュージーランド航空はオークランドから西半球回りロサンゼルス経由、東半球回り香港経由の二経路でロンドン（ヒースロー）へと運航しており、カンガルー・南十字の両航路を運航していたのはニュージーランド航空が唯一であった。この内、カンガルー航路の香港-ロンドン間については、キャセイパシフィックとの共同運航開始を機に2013年3月に運航を取り止めている。この部分廃止以前は、世界一周航路を運航する唯一の航空会社でもあった。残り二社はともにタヒチからパリまでをロサンゼルス経由で結んでいる。
直通便に限らなければ、ユナイテッド航空やデルタ航空等アメリカ大陸の航空会社を利用し、オセアニアとヨーロッパを西半球周りで結ぶルートが可能な航空会社は複数ある。例えば、エア・カナダではシドニーからバンクーバーまでをボーイング777型機で結んでおり、バンクーバーでロンドン行きの自社便に乗り継ぐことができる。また同じスターアライアンス所属のルフトハンザ航空でフランクフルト行きにも連絡している。ラン航空はヨーロッパから、本拠地サンティアゴ連絡で南太平洋各都市（シドニー、オークランド等）へと就航している。アルゼンチン航空も同様の路線網をブエノスアイレス連絡で展開している。
かつては路線の種類も多岐に渡った。エア・タヒチ・ヌイではタヒチからニューヨーク（JFK）経由でパリへ向かう便を運航していた事もあるが、短命に終わった。カンタスでもカンガルー航路と並行して南十字航路を展開していた時期があったが、1970年代に大西洋区間を部分廃止し、現在、西半球周りは全便北米止まりとなっており、北米ー欧州間はコードシェア相手への乗り継ぎでしか行くことが出来ない。

## 運航状況
共同運航や航空連合関連を除くと、現在南十字航路を自社展開している航空会社は以下の通り。
| 航空会社             | オセアニア側                      | 寄港地           | ヨーロッパ側 |
| -------------------- | --------------------------------- | ---------------- | --- |
| アルゼンチン航空     | シドニー                          | ブエノスアイレス | バルセロナ、マドリード、ローマ |
| エア・カナダ         | シドニー                          | バンクーバー     | ロンドン・ヒースロー |
| エア・カナダ         | シドニー                          | トロント         | ブリュッセル、コペンハーゲン、フランクフルト、ジュネーヴ、ロンドン・ヒースロー、ミュンヘン、パリ・シャルル・ド・ゴール、チューリッヒ |
| エールフランス       | ファアア                          | ロサンゼルス     | パリ・シャルル・ド・ゴール |
| エア タヒチ ヌイ     | ファアア                          | ロサンゼルス     | パリ・シャルル・ド・ゴール |
| ニュージーランド航空 | オークランド、 ラロトンガ         | ロサンゼルス     | ロンドン・ヒースロー |
| ラン航空             | オークランド、シドニー、 ファアア | サンティアゴ     | フランクフルト、マドリード |
| ユナイテッド航空     | メルボルン、 シドニー             | ロサンゼルス     | ロンドン・ヒースロー |
| ユナイテッド航空     | メルボルン、 シドニー             | サンフランシスコ | フランクフルト、ロンドン・ヒースロー                                                                                                 |